# Urugvajski izborni sud
Urugvajski izborni sud (špa. Corte Electoral) je neovisan i samostalan sud koji odlučuje o raspisivanju, provođenju i obradi rezultata svih izbora i referenduma u Urugvaju. Može primati zahtjeve Urugvajskog parlamenta, ali nije pod njegovom upravom niti pod upravom Ministarstva pravosuđa.
Unatoč neovisnosti, rad suda je strogo kontroliran Ustavom i zakonima, za čije mijenjanje treba dvotrećinska većina u Parlamentu i odobravanje naroda na referendumu.
Glasači na izborima su osobe starije od 18 godina. Svaki urugvajski građanin koji ima biračka prava se može obratiti sudu i prijaviti kršenja izbornih zakona.
Prije svakih novih izbora, biraju se i novi članovi Izbornog suda kako bi se izbjegle manipulacije i prijevare.
Uz Izborni sud, izbore nadziru i provode i Republičko sveučilište u Urugvaju, Nacionalna udruga prosvjetnih radnika i Državna banka za društveno osiguranje.

## Vanjske poveznice
- Službene stranice Izbornog suda u Urugvaju (šp.)